# Singener Berg
Der Singener Berg (ortsüblich auch Singer Berg) ist ein südöstlicher Zeugenberg der Ilm-Saale-Platte jenseits der Eichenberg–Gotha–Saalfelder Störungszone und zugleich, sofern man ihn hinzu rechnet, mit 582,6 m ü. NHN deren höchste Erhebung. Der Muschelkalkkegel auf der Verlängerung des Südostarmes der Reinsberge steht frei und ist aus allen Richtungen gut erkennbar.
Er liegt unmittelbar nordwestlich der Ortschaft Singen, unweit von Stadtilm, im Ilm-Kreis in Thüringen.
Der Berg ist Teil eines Landschaftsschutzgebietes und beherbergt mit Eiben-, Schwarzkiefern-, Lärchenbeständen sowie größeren Silberdistelpopulationen eine Reihe schützenswerter Pflanzen. Das Klima am Singer Berg ist außergewöhnlich mild.
Der Singener Berg wurde wahrscheinlich im 4./3. Jahrhundert v. Chr. von Kelten besiedelt; auf ihm bestand eine befestigte Siedlung. Aufgrund der exponierten Lage des Berges sind in den späteren Jahrhunderten eine Reihe von Sagen mit Bezug zum Berg entstanden.
Nach dem Singener Berg wurde auch eine Gemeinde mit dem ortsüblichen Namen Singerberg benannt, die von 1994 bis 1996 existierte.